# Риверсдейл
Риверсдейл (англ. Riversdale, африк. Riversdal) — город в районном муниципалитете Эден Западно-Капской провинции ЮАР. Административный центр местного муниципалитета Хессекуа. 

## Население
По данным переписи населения ЮАР 2011 года, численность населения составляла 16 176 человек. При площади города 100,45 кв км, плотность населения составляла 161,04 чел на кв.км. Количество домохозяйств — 4515, плотность домохозяйств составила 44,95 на кв км. Половой состав: женщины — 53%, мужчины — 47%.